# Salvador Escalante
Salvador Escalante è una municipalità dello stato di Michoacán, nel Messico centrale, il cui capoluogo è la località di Santa Clara del Cobre.
La municipalità conta 45.217 abitanti (2010) e ha un'estensione di 486,49 km².
Il nome della località ricorda Salvador Escalante, eroe della rivoluzione.